# クロスフィニティ
クロスフィニティ株式会社（英称：Crossfinity Inc.）はかつて東京都千代田区に本社を置いていたパフォーマンスマーケティング事業とウェブサイトコンサルティング事業、ソーシャルメディアマーケティング事業を主とする企業である。

## 社名由来
「Cross x Infinity」に基づく

## 沿革
- 2006年6月 - 東京都渋谷区神宮前に株式会社オプトとアイオイクス株式会社の合弁により設立
- 2009年5月 - 本店を渋谷区神宮前から千代田区大手町に移転
- 2009年5月 - 本店を千代田区大手町から千代田区神田錦町に移転
- 2010年5月 - 大阪営業所を大阪市北区に開設
- 2012年2月 - 本店（東京本社）を千代田区神田錦町から千代田区四番町に移転
- 2014年7月 - マレーシアに子会社「Crossfinity Malaysia Sdn. Bhd.」を設立[3]
- 2017年9月 - 溝川文在が代表取締役社長に就任する人事を発表[4]
- 2018年7月 - シンガポール子会社「Crossfinity Digital Asia Pte. Ltd.」をマレーシア孫会社とともに株式会社オロに売却[5]
- 2019年10月 - 株式会社オプトと株式会社ハートラスに吸収分割[6]

## 事業内容

### パフォーマンスマーケティング事業
- アフィリエイトコンサルティング
- インフルエンサーマーケティング

### ウェブサイトコンサルティング事業
- SEO
- CRO

### ソーシャルメディアマーケティング事業
- SNSコンサルティング
- インフルエンサーマーケティング